# Ванч Верхній
Ванч Верхній, Вижній Ванч (пол. Wyżny Wancz) — гірський потік в Україні, у Стрийському районі Львівської області у Галичині. Лівий доплив Бутивлі, (басейн Дністра).

## Опис
Довжина потоку приблизно 3,5 км, найкоротша відстань між витоком і гирлом — 3,09  км, коефіцієнт звивистості потоку — 1,13. Формується багатьма гірськими бізіменними струмками. Потік тече у гірському масиві Сколівські Бескиди (зовнішня смуга Українських Карпат).

## Розташування
Бере початок на південних схилах гори Парашка (1265,8 м) (Буківські Верхи). Тече переважно на південний захід понад горою Згар (826,0 м) і на висоті 540  м над рівнем моря впадає у річку Бутивлю, ліву притоку Оряви.